# Descent (Computerspielreihe)
Descent ist der Name einer Reihe von Computerspielen aus den 1990er-Jahren. Es handelt sich hierbei um 3D-Shooter, bei denen der Spieler aus der Egoperspektive ein Raumschiff durch verschiedene Umgebungen steuert und feindliche Roboter abschießt. Descent war 1995 das erste Computerspiel mit einem ohne Einschränkungen gestalteten 3D-Labyrinth und freier Beweglichkeit der vom Spieler gesteuerten Einheit in drei Achsen und sechs Richtungen.

## Entwicklungsgeschichte
Die Reihe wurde von Interplay vertrieben und von verschiedenen Studios entwickelt. 1997 wurde der Quelltext von Descent durch Parallax Software unter einer nicht-kommerziellen Lizenz freigegeben, später folgte der Quelltext für Descent 2. Nachdem Interplay die Markenrechte 2002 zunächst verfallen ließ, erneuerte das Unternehmen diese 2008 wieder.

## Spielmechanik
Descent lässt sich in die Computerspiel-Kategorien Ego-Shooter und Flugsimulator einordnen. Es weist Eigenschaften von Ego-Shootern auf, wie das Kämpfen mit Schusswaffen gegen eine große Überzahl schwächerer Gegner und das Aufsammeln von Power-ups, aber auch Eigenschaften von Flug- und Raumschiffsimulatoren wie das Steuern eines Fluggerätes und die freie Beweglichkeit.

### Spielengine
Die Descent-Spielengine folgt einem anderen Konzept als übliche Egoshooter-Engines (z. B. Half-Life). In selbigen werden geometrische Körper typischerweise in einen leeren Raum platziert. Descent dagegen simuliert Hohlräume, in denen sich der Spieler bewegen kann. Diese sind in Spate gegliedert, deren Flächen immer bündig aufeinander stehen müssen, aber beliebig verzerrt werden können.
Da die Spate hier die Hyperebenen darstellen, ist ein Binary Space Partitioning (BSP), um die Berechnung des Raums zu beschleunigen, nicht nötig. Vorteilhaft gegenüber einem BSP ist, dass gewölbte, „in den Fels gehauene“ Räume besser dargestellt werden können. Nachteilig ist, dass detailreiche Gegenstände wie Möbel und Fenster nicht oder kaum dargestellt werden können. Die Engine passt daher gut zum Handlungsort von Descent, da es im Gegensatz zu Ego-Shootern wie Counter-Strike nicht in Gebäuden spielt, sondern in unterirdischen Minen-Anlagen.

### Spielfigur
Im Gegensatz zu Ego-Shootern steuert der Spieler keine Person, sondern ein Fluggerät in der Größe eines PKWs. Das Fluggerät schwebt und kann sich auf allen Raumachsen frei bewegen (strafen) und drehen. Im Gegensatz zu Flugsimulatoren stoppen die Bewegungen beim Loslassen der Tasten. Diese große Bewegungsfreiheit lässt sich schwierig komplett kontrollieren, weswegen auf höheren Schwierigkeitsstufen empfohlen wird, eine individuelle Tastenbelegung oder geeignete zusätzliche Eingabegeräte zu verwenden. Ein zentrales Spielelement ist das Abhängen (engl.: to dodge) von hitzesuchenden Raketen, wozu auf vielen Fan-Seiten Anleitungen existieren.

### Waffen
Der Spieler hat immer eine Primär- und eine Sekundärwaffe, welche er unabhängig voneinander abfeuern kann. Bei den Primärwaffen handelt es sich überwiegend um futuristische Waffen, die sichtbare Energie (Plasma, Laser) aus einem gemeinsamen Vorrat abfeuern. Abgefeuerte Schüsse fliegen auf einem geraden Wege in Unter-Lichtgeschwindigkeit, sodass sie beobachtbar verzögert auftreffen. Bei den Sekundärwaffen wird nur die Munition (Raketen, Minen) aufgesammelt, ohne dass eine Abschussvorrichtung notwendig ist.
Descent 3 besitzt eine weitere Waffenkategorie. In dieser werden taktische Waffen separiert (Minen, Selbstschussanlagen, Täuschkörper).

## Spiele

### Descent
Descent wurde 1994 von Parallax Software entwickelt und von Interplay Entertainment vertrieben. Das Spiel war für DOS ausgelegt, erschien jedoch auch für die PlayStation. Das Spiel handelt davon, dass Außerirdische die Schürfroboter der Post-Terran Mining Corporation (PTMC) in deren Bergwerken auf dem Mond und den Planeten unseres Sonnensystems unter ihre Kontrolle gebracht haben. Die wenigen menschlichen Angestellten wurden gefangen genommen oder getötet. Die Aufgabe des Spielers ist es, als der Söldner Material Defender die Bergwerke von den Robotern zu säubern, die Gefangenen zu befreien und die Hauptreaktoren der Minen zu zerstören. Das Spiel besteht aus 27 Levels, die jeweils ein Bergwerk darstellen, in denen es den Reaktor oder Endgegner der Mine zu zerstören und das Gebiet anschließend vor Ablauf eines Countdowns zu verlassen gilt.
Volle Bewegungsfreiheit (360 Grad), wenn auch nur innerhalb des begrenzten Raums von Minenstollen und -kammern, hohe Geschwindigkeit und wegweisende grafische Merkmale machten Descent zu einem einflussreichen Titel in der Ära der dreidimensionalen Computerspiele. Viele Ereignisse wurden durch versteckte Schalter gesteuert und liefen nach ihrer Auslösung unabhängig von Aktionen des Spielers ab. So gab es in Descent zahlreiche Stellen, an denen Roboter aus der Wand drangen und angriffen, sobald sich der Spieler an einer definierten Stelle vorbeibewegte. Anders als in vergleichbaren Spielen zu dieser Zeit, wie bspw. Doom, waren die Gegner nicht nur zweidimensionale Sprites, sondern dreidimensionale Objekte, wodurch sie wesentlich realistischer wirkten. Die Steuerung der feindlichen Roboter war ausgefeilt und anderen Spielen in diesem Genre überlegen. Trotzdem – oder vielleicht gerade deswegen – blieb Descent im Vergleich zu den populären 3D-Shootern, in denen man sich entlang zweier Achsen bewegte, nur ein Nischendasein mit einer vergleichsweise geringen Anzahl an Fans vorbehalten, die mit der desorientierenden Bewegungsfreiheit und der entsprechend komplexeren Steuerung umzugehen wussten.
Descent wurde überwiegend positiv von der Fachpresse aufgenommen, beispielsweise erreichte es im Power-Play-Review 3/95 eine „Super“-Bewertung mit 81/100 Punkten.

### Descent 2
Descent 2 (orig.: Descent II) erschien 1996 unter demselben Label wie Descent und war ebenfalls ein DOS-Programm. Über einen Patch ließ sich Descent 2 auch unter Windows 95, Windows 98 und Windows NT 4.0 mit DirectX 2.0 spielen. Für die kurz darauf neu erschienenen ersten Grafikbeschleuniger wurden speziell angepasste Versionen des Spiels veröffentlicht, die auf diesen Karten eine deutlich höhere Bildqualität und Geschwindigkeit erzielten. Hier ist vor allem die 3dfx-Version für die damals sensationellen Voodoo-Grafikbeschleuniger der inzwischen aufgelösten Firma 3dfx zu nennen. In Amerika wurde die Descent-2-Umsetzung für die PlayStation Descent Maximum genannt, während sie in anderen Ländern weiter Descent 2 hieß. Das war nötig, da Sony Portierungen von PC-Spielen verbot; aus diesem Grund enthält Descent 2 für die PlayStation auch nicht dieselben Level wie für den PC, sondern komplett neue Missionen.

#### Handlung
Die Geschichte entsprach der des Vorgängers und wurde schlicht auf interstellare Entfernungen ausgedehnt, zu deren Überbrückung das Schiff des Spielers mit dem Warp-Antrieb ausgerüstet wurde. Die Missionsbesprechungen („Briefing“) aus dem ersten Teil wurden weggelassen, dafür alle vier Level der Warpflug zum nächsten Planeten als Film dargestellt. Im Abspann versucht der Material Defender zu seinem Arbeitgeber zurückzukehren, allerdings kommt es zu einer Fehlfunktion des Warp-Antriebes, wodurch er verletzt und sein Raumschiff beschädigt wird und nahe an einen Stern „warpt“, wo es zu verbrennen droht.

#### Spielprinzip
Wieder galt es, sein Raumschiff durch mit feindseligen Robotern verseuchte Bergwerksstollen zu navigieren, die wiederum in 30 Level (24+6 geheime Levels) aufgeteilt waren. Die Engine erlaubt unter anderem größere Levels und zerschießbare Texturen. Die geskripteten Vorgänge sind oft obligatorisch ins Levelziel eingebunden, sodass der Spieler oft Schalter betätigen muss (indem er Konsolen in der Wand zerschießt), um Türen und Kraftfelder (ebenfalls neu) zu öffnen, während im Vorgänger die Skriptvorgänge überwiegend für Hinterhalte benutzt wurden. Auch steht dem Spieler jetzt ein verbündeter Roboter (Guide Bot) zur Verfügung, der ihn – ähnlich einem Suchhund – zu Gegenständen (z. B. Schlüssel) führen kann. Durch neue Funktionen wie zerschießbare Lichter, Scheinwerfer, blendende oder erdbebenerzeugende Waffen, bekommen sowohl der Spieler als auch die Gegner die Möglichkeit, die Wahrnehmung des jeweiligen Widersachers zu beeinträchtigen. Die Geheimlevel erlauben auch eine Rückkehr in den Ausgangslevel und sind zahlreicher.

#### Waffen und Powerups
Zu den alten Waffen stehen jetzt zehn neue zur Verfügung, die durch wiederholten Tastendruck auf die Wahltaste ausgewählt werden können. Die neuen Primärwaffen stellen überwiegend bessere Versionen der ursprünglichen dar. Die neuen Sekundärwaffen haben teilweise exotische Funktionen (z. B. eine durch den Spieler steuerbare Lenkrakete). Es sind auch neue Ausrüstungsgegenstände hinzugekommen, z. B. Energie-zu-Schild-Umwandler, Nachbrenner oder die vollständige Karte des Levels.

#### Gegner
Die Gegner sind komplett neu (die alten kommen praktisch nicht mehr vor). Sie können mit mehreren Waffen angreifen und haben eine verbesserte KI. Diese erlaubt sowohl besseres autonomes Verhalten – wie selbstständig Hinterhalte zu stellen oder Verstärkung zu holen – als auch mehr in der Karte voreinstellbare Taktiken – wie Scharfschützen. Einige haben auch besondere Aufgaben, wie dem Spieler Ausrüstungsgegenstände zu stehlen, ihm Energie zu entziehen oder Kamikazeangriffe durchzuführen. Die Endgegner sind zahlreicher (alle vier Level) und können teilweise nur auf eine bestimmte Weise verwundet werden (die vom Guide Bot erklärt wird).

#### Mehrspieler
- Flagge erobern

Die in Descent vorhandenen Modi waren auch in Descent 2 vorhanden, wurden aber durch einen neuen Spielmodus (Capture the Flag – CTF) ergänzt: Hier muss die gegnerische Flagge eingesammelt und zu einem bestimmten Bereich im Level gebracht werden. Die Implementierung war allerdings wegen des Fehlens einiger wichtiger Details unausgereift. Zudem war Descent 2 gegenüber Descent um viele weitere Konfigurationsmöglichkeiten erweitert worden. Mit der Vertigo-Spielerweiterung zu Descent 2 erhielt man noch zwei weitere Spielmodi, namens „Hoard“ und „Team Hoard“. Hier verlor man eine grüne Energiekugel, wenn man abgeschossen wurde. Diese Kugeln konnten dann von den anderen Spielern eingesammelt und in einen Zielbereich gebracht werden. Je mehr Kugeln man einsammelte, bevor man damit ins Ziel flog, desto höher war die Prämie, die man erhielt – aber natürlich auch das Risiko, selbst abgeschossen zu werden und alle Kugeln an den Kontrahenten abzugeben.

### Descent 2: Vertigo (Add-on)
Descent 2: Vertigo ist ein Add-on für Descent 2. Neben 20 neuen Levels bietet es neue Gegner und zwei neue Mehrspieler-Modi namens „Hoard“ und „Team Hoard“.
In Deutschland war Vertigo erst mit dem Spielepaket Descent I and II: The Definitive Collection verfügbar. Dieses enthielt mit dem Descent Mission Builder auch ein Windows-basiertes Programm zum Erstellen neuer Levels für Descent und Descent 2, das in Konkurrenz zum von Fans entwickelten, DOS-basierten Level-Editor DEVIL trat.

### Descent 3
Descent 3 (Eigenschreibweise: Descent³) erschien 1999 für Windows und wurde von Outrage Entertainment entwickelt, nachdem sich die Firma Parallax Software in die Unternehmen Outrage Entertainment und Volition aufgetrennt hatte. Die Handlung setzt dort an, wo sie in Descent 2 endet: Nach einem Reaktorschaden an seinem Schiff, der es manövrierunfähig macht und auf eine Sonne zutreiben lässt, wird der Spieler knapp gerettet. Es stellt sich heraus, dass der Schaden vorsätzlich vom Arbeitgeber des Spielers, der PTMC, verursacht worden ist. Es wird außerdem klar, dass die PTMC die mit einem Computervirus verseuchten Roboter missbraucht, um die Weltherrschaft an sich zu reißen. Der Spieler schließt sich einer Widerstandsbewegung an, die versucht, die Wahrheit ans Licht zu bringen und die Bevölkerung zu warnen.
Descent 3 erhielt mit der Fusion-Engine eine neu entwickelte Grafik-Engine und führte einige Neuerungen ein. Mit den Abwehrmitteln wurde eine dritte Waffenkategorie eingeführt. Dazu gibt es neue Gegnertypen und neue, komplexere Aufgaben, wie z. B. geheime Unterlagen aus einem Forschungslabor zu stehlen oder einen Forscher aus einem Gefängnis zu befreien. Neu ist auch die Verfügbarkeit von drei verschiedenen Schiffstypen, von denen zwei erst im Verlauf des Spiels zu erhalten sind. Der im zweiten Teil eingeführte Guide Bot wurde aufgewertet, ist nun in das Spielerschiff integriert und kann aufgewertet werden. Die KI der Gegner wurde verbessert.
2000 erschien mit Descent 3: Mercenary ein Add-on, das die Vorgeschichte zu Descent 3 behandelt. Der Spieler ist hier Agent der PTMC und hat den Auftrag, die üblen Pläne ihrer Vorsitzenden S. Dravis in die Tat umzusetzen. Der Spieler erhält in diesem Add-on ein weiteres Schiff, das Black Pyro GX, das mehr den Schiffen aus Descent und Descent 2 ähnelt.

### Descent 4
Die geplante Fortsetzung Descent 4 wurde 2001 eingestellt, schon entwickelte Teile wurden für den Ego-Shooter Red Faction verwendet.

### Ableger: Descent to Undermountain
1998 wurde auf der Basis der Descent Engine und einer Lizenz für das AD&D-Regelwerk eine Portierung auf einen Dungeon Crawler vorgenommen. Das Spiel konnte jedoch am Markt nicht bestehen, vor allem, weil dieses in unfertigem Zustand veröffentlicht wurde. Der eigentlich vorgesehene und auf der Produktverpackung angekündigte Mehrspielermodus wurde nicht implementiert. Hinzu kam, dass die Engine zu diesem Zeitpunkt bereits die Grenze der Leistungsfähigkeit erreicht hatte und vor allem bezüglich der Darstellung von Details nicht mehr zeitgemäß erschien.

### Descent: Underground
2015 sammelte der Spieleentwickler Eric Peterson mit seiner Firma Descendent Studios auf der Crowdfunding-Plattform Kickstarter über 600.000 US-Dollar. für die Finanzierung von Descent: Underground. Peterson, der zuvor am ebenfalls fanfinanzierten Star Citizen gearbeitet hatte, verließ Cloud Imperium Games, um an einem eigenen Shooter mit dem Arbeitstitel Ships That Fight Underground (STFU) mit einer freien Sechs-Achsen-Steuerung zu arbeiten. Descent-Rechteinhaber Interplay unterbreitete Peterson darauf das Angebot, das Spiel unter der Descent-Lizenz zu entwickeln. Das Spiel ist im Oktober 2015 erschienen, wurde jedoch wieder aus dem Programm genommen und, genauso wie die offizielle Homepage von Descendent Studios, offline gestellt, da es finanzielle und rechtliche Probleme gab und die Firma aus diesem Grund schließen musste.

## Spielesammlungen

### Descent I and II: The Definitive Collection
Ein Bündel folgender Spiele:
- Descent
- Descent: Levels of the World (Levels von Fans, die anlässlich eines offiziellen Wettbewerbs entstanden sind)
- Descent 2
- Descent 2: Vertigo Series
- Descent Mission Builder II

### Descent: Venture Pack
Ein Bündel folgender Spiele:
- Descent
- Descent 2 (inkl. Add-on)
- Descent 3
- Descent 3: Mercenary

## Descent heute
Die letzte Ausgabe der Descent-Reihe war ein Spielepaket namens Descent: Venture Pack, das die Descent-Teile 1–3 sowie das Add-on Descent 3: Mercenary umfasst.
Regelmäßig auftauchende Fan-Projekte zur Wiederbelebung von Descent oder Neu-Entwicklung einer Descent-Variante sind genauso regelmäßig wieder von der Bildfläche verschwunden. Die letzten Projekte (Stand 2006) sind eine komplette Neuentwicklung mit dem Namen Core Decision, eine Into Cerberon getaufte Modifikation für Doom 3, sowie die Mod Orion Wing für die Source-Engine von Half-Life 2.
Diesen voran gingen die Open-Source-Gemeinschaftsprojekte D1X und D2X mit dem Ziel der Umstellung von Descent und Descent 2 auf einen OpenGL-Renderer. Diese Projekte waren einigermaßen erfolgreich und führten zu unter MS Windows, Linux und MAC OS spielbaren Versionen von Descent 1 und 2. Mangels anhaltendem Interesses stagnierte jedoch die Fortführung dieser Projekte, sodass zahlreiche mehr oder weniger störende Fehler in den Programmen enthalten sind.
Eine wegen dieses Missstandes entstandene Zweigentwicklung namens D2X-XL hat inzwischen zu einer sehr stabilen Descent-2-Variante für Windows, Linux und Mac OS X geführt. Sie bietet zahlreiche Korrekturen, Verbesserungen und Erweiterungen des Originalspiels, aber auch die Möglichkeit, dessen Look & Feel originalgetreu wiederzugeben; darüber hinaus können auch Descent-Missionen mit ihr gespielt werden. D2X-XL kann frei lokalisiert werden und es existiert eine deutsche Übersetzung dafür. D2X-XL ist voll kompatibel zum Originalspiel und bietet die meisten Funktionen, die größte Stabilität und aufgrund zahlreicher Optimierungen die höchste Geschwindigkeit aller derzeit vorhandenen Descent-2-Versionen.
Neben D2X-XL hat sich ein weiteres Projekt mit dem Namen DXX-Rebirth entwickelt, das sowohl das D1X- als auch das D2X-Projekt weiterführt. Im Unterschied zu D2X-XL versucht es nicht, das Originalspiel zu erweitern, sondern vor allem ein möglichst originalgetreues Spielgefühl zu bieten und die klassische Descent-Atmosphäre zu erhalten. DXX-Rebirth läuft unter Linux und MS Windows. Ein Schwerpunkt von DXX-Rebirth ist die Entwicklung eines Software-Renderers, der die Portierung auf Umgebungen erlaubt, die keine OpenGL-Unterstützung anbieten, wie z. B. Spielkonsolen.
Auch gibt es einen Emulator namens DScent, der es ermöglicht, Descent auf dem Nintendo DS zu spielen. Als Steuerung werden neben den normalen Steuerknöpfen auch ein Touchscreen für die Richtungsangabe und Waffenauswahl verwendet, wodurch das Spielgefühl, ähnlich wie bei Steuerung mit einem Joystick, realistischer vermittelt wird.
Für sämtliche Descent-Versionen gibt es etliche Hilfsprogramme. Besonders erwähnenswert sind die Level-Editoren DLE-XP (Descent 1 und 2) und D3Edit (Descent³), die immer noch von Fans unentgeltlich gepflegt, weiterentwickelt und eingesetzt werden.
Bis heute existiert eine intakte Descent-Community, die sich vorwiegend zu Online-Mehrspieler-Spielen trifft.

### Portierungen
- D2X-XL bei SourceForge: Neben einer Portierung von Descent 2 für MS Windows, Linux und Mac OS X finden sich hier der Nachfolger des offiziellen Level-Editors; dazu viele Hintergrundinformationen zu Descent sowie ein großes Level-Archiv.
- DXX-Rebirth (englische Seite) Direkt auf D1X und D2X basierende Portierung von Descent 1 und 2 für MS Windows, Mac OS 9/X und Unix/Linux.